# Leonardo Medeiros
Leonardo Wilson de Medeiros (Rio de Janeiro, 20 de novembro de 1964) é um ator brasileiro, vencedor de três prêmios de melhor ator pelo Festival de Brasília. Medeiros também acumula indicações para um Grande Otelo, dois Prêmios Guarani, um Prêmio ACIE, e um Prêmio Qualidade Brasil. Ele é conhecido por seus trabalhos na televisão e por seus papéis dramáticos em filmes independentes.
Medeiros se formou em Artes Cênicas pela Universidade de São Paulo e também estudou para ser diretor de teatro na British Theatre Association, na Inglaterra. Ele foi aluno do professor Luther James, do Actors Studio LA. Leonardo é detentor de um currículo extenso, sendo formado em licenciatura em artes, além de ter atuado como professor de estética, teatro e interpretação. Em termos de atuação, ele começou sua carreira no teatro amador, ingressando no teatro profissional posteriormente. Mas foi nos cinemas que ele ganhou maior notoriedade. Estreou em 1988 atuando no filme Um Professor Aloprado. Em 2001 foi elogiado por sua atuação no drama Lavoura Arcaica, sendo indicado ao Grande Otelo de melhor ator coadjuvante, além de ter vencido o prêmio de melhor ator coadjuvante no Festival de Cinema de Brasília, recebendo o Troféu Candango.
Na televisão, seu primeiro papel de destaque foi na minissérie A Muralha (2000), interpretando Leonel Olinto. Em 2004 protagonizou o filme Cabra-Cega, ao lado de Débora Duboc, sendo aclamado pela crítica, vencendo novamente o Troféu Candango, dessa vez pela categoria de melhor ator, no Festival de Brasília. No filme Não por Acaso (2007), ele interpretou um homem obrigado a conhecer e conviver com a filha adolescente após a perda de sua ex-mulher. Pelo filme foi indicado ao Prêmio Guarani de melhor ator e foi premiado nos festivais de cinema de Huelva, na Espanha, e de Recife. Medeiros foi novamente indicado ao Guarani de melhor ator por seu trabalho no filme Feliz Natal, em 2009.
Medeiros obteve destaque por interpretar o prefeito Elias em A Favorita (2008), sendo esse seu primeiro grande personagem em uma telenovela. Em 2009 protagonizou o filme Budapeste, filme baseado na obra de Chico Buarque. Recebeu uma indicação de melhor ator coadjuvante em televisão no Prêmio Qualidade Brasil por seu trabalho na novela Tempos Modernos. Na televisão, ganhou reconhecimento por outros trabalhos, como nas novelas A Vida da Gente (2011), Em Família (2014) e Sete Vidas (2015), e também na série da Netflix O Mecanismo (2018). Nos cinemas, ele ainda esteve nos filmes Getúlio (2014), Polícia Federal: A Lei É para Todos (2017) e protagonizou o filme Kardec (2019), interpretando Allan Kardec. Nos filmes A Menina que Matou os Pais e O Menino que Matou meus Pais, Medeiros interpretou Manfred von Richthofen.

## Trajetória

### Teatro
Leonardo estudou para ser diretor de teatro na British Theatre Association, em Londres, Inglaterra, e artes cênicas na Universidade de São Paulo. Não passava por sua cabeça ser ator. Mas o lado da atuação se sobressaiu.  Também estudou Licenciatura em Artes nas Faculdades Santa Marcelina. Além de professor de estética, teatro e interpretação, foi coordenador do Curso Profissionalizante de Formação de Atores da Fundação das Artes de São Caetano do Sul de 1990 até 1993. Grupo de Teatro da Cultura Inglesa entre 1984 e 1986, o Grupo 9 da USP entre 1986 e 1989, e o teatro comercial. Em 2012 fundou o Teatro Rotina, que é um grupo de pesquisa, onde é feito um teatro bem experimental. O teatro foi fechado, por questões burocráticas em 2018.

### Cinema
Começou a carreira profissional, no cinema, no ano de 1988 ao fazer o filme Um Professor Atrapalhado no papel de Rodrigo Pamonha. Em 1993 faz Alma Corsária. Em 2001 atuou e Lavoura Arcaica no papel de Pedro, o irmã o mais velho de André (Selton Mello). Pelo filme recebeu prêmio de melhor ator coadjuvante no Festival de Brasília. Em 2004, fez O Veneno da Madrugada, de Ruy Guerra. Em 2005 interpretou o personagem Thiago em Cabra-Cega que junto a personagem Rosa são militantes da luta armas e sonham com uma revolução social no Brasil e também ganhou o prêmio Candango de melhor ator no Festival de Brasília. Também em 2005 atuou em Quanto Vale Ou É Por Quilo? do diretor Sérgio Bianchi.  Em 2006 interpretou Jesus Kid em O Cheiro do Ralo e A Vida Ao Lado, curta de Gustavo Galvão pelo qual recebeu mais um Candango de melhor ator no Festival de Brasília. Em 5 Frações de Uma Quase História, de 2007, é um dos protagonistas de uma das histórias do título, no qual interpreta um fotógrafo que tem adoração por pés femininos. No mesmo ano faz o personagem Ênio em Não Por Acaso, com direção de Philippe Barcinski. Também em 2007 atua em Corpo, onde faz o papel de Arthur, um médico legista que trabalha em um necrotério público. O filme teve direção de Rossana Foglia e Rubens Rewald. O ano de 2008 foi prolífico na área do cinema para o ator, fez parte do elenco de Simples Mortais, com direção de Mauro Giuntini, em que vive o professor Jonas; Nossa Vida Não Cabe Num Opala, de Reinaldo Pinheiro, em que interpretou Monk; Fim da Linha, em que é o jornalista desempregado Artur, com direção de Gustavo Steinberg; Garibaldi in América foi Teixeira Nunes; Feliz Natal, onde interpretou o dono de um ferro velho, a direção ficou à cargo de Selton Mello e  Terra Vermelha - Birdwatchers, que teve direção de Marco Bechis, sobre o conflito gerado pela disputa de terra entre os uma comunidade indígena e os fazendeiros da região.
Em Budapeste (2009), com Walter Carvalho como diretor, interpreta José Costa, um  ghost writer (escritor fantasma).
O filme Budapeste foi baseado no livro homônimo do cantor, escritor e compositor Chico Buarque de Hollanda. Buarque aparece no filme.
Em O Tempo e o Vento, gravado em 2012 fez o coronel Bento Amaral. O filme chegou aos cinemas  em 2013. Em janeiro de 2014 a rede de TV Globo transmitiu O Tempo e o Vento em formato  de minissérie, com três capítulos. Em Nove Crônicas para um Coração aos Berros, dirigido por Gustavo Galvão e lançado em 2012, interpretou o personagem Leopoldo. Também participou do segundo longa de Gustavo Galvão: Uma Dose Violenta de Qualquer Coisa (2013), interpretando o personagem Jesus. No filme Getúlio, de 2014 fez o coronel Aguinaldo Caiado de Castro. Em Entre Nós, curta de 2015, vive um escritor recluso chamado Mathias que pressente a própria morte. Em 2016 fez Histórias de Alice, de Oswaldo Caldeira, interpretando Lucas. Em Polícia Federal - A Lei é Para Todos (2017), interpretou Marcelo Odebrecht, o engenheiro civil e empresário brasileiro responsável por uma das delações da Operação Lava-Jato. Em O Paciente - O Caso Tancredo Neves (2018) interpreta o Dr. Pinheiro Rocha.
Também em 2018 interpreta o personagem João Pedro Rangel na série da Netflix O Mecanismo,  1° temporada. No ano seguinte fez o mesmo papel na segunda temporada da série. Já em Avental Rosa, nesse mesmo ano vive os personagens Felipe e Fernando.
Começou a ter reconhecimento com Cabra-Cega, que foi o seu primeiro longa como protagonista. Com o filme ganhou o prêmio de melhor ator no Festival de Brasília.
Em 2019 com o lançamento do filme Kardec, com direção de Wagner de Assis, afirmou que precisava do sucesso do filme, pois estava desempregado, os dois projetos que tinha caíram devido aos cortes da Agência Nacional de Cinema - Ancine e que todo mundo lhe diz que é um bom ator, mas queria sua parte em trabalho, "se eu fosse americano estaria morando em Beverly Hills, tenho muitos prêmios aqui e fora do Brasil". A maioria dos filmes que o ator fez foram de baixo orçamento e que segundo ele "ninguém viu". Filmes com o aporte de uma grande produtora, caso do filme Kardec, ele fez  poucos. Por estar morando em São Paulo e ter filho pequeno gravar novela é complicado, pois as novelas são gravadas no Rio de Janeiro. O ator tem preferência por trabalhos curtos. Para o filme Kardec estudou muito. Porém já conhecia muito bem o retratado, pois nasceu em uma família espírita, mas sempre  se manteve cético. "Cresci em uma família espírita e sempre fui bombardeado por informações. Sempre rejeitei a doutrina, mas acabei parecido com o Kardec, já que sempre fui um garoto muito ligado à ciência, muito cético. Fiquei a vida inteira esperando um sinal, e ele nunca veio. Pode ser que isso seja um filme", brinca o ator. Sua mãe é sobrinha do médium Eurípedes Barsanulfo e dizia para o filho que Kardec era um cientista como ele. Durante seu preparo para o filme leu a biografia de Kardec escrita por Souto Maior e considera essa a melhor referencia para se contar a história de Kardec, pois é imparcial é o autor não quer converter ninguém. Mesmo sendo cético, Medeiros é simpático ao Espiritismo, pois os espíritas "são bons, caridosos, gostam do outro, escutam", enxergam a morte sem desespero. "Um pouco complicada" para o ator é a parte metafísica.
Gravados em 2019 é a espera de serem lançados estão os filmes A Menina que Matou os Pais e O Menino que Matou meus Pais, Medeiros interpretou Manfred von Richthofen.
Lançado pelo em  Amazon Prime video 24 de setembro 2021

### Televisão
A primeira novela em que Leonardo Medeiros fez parte do elenco Os Ossos do Barão, transmitida pelo canal SBT em 1997. No ano seguinte fez o personagem Demétrio em Meu Pé de Laranja Lima, escrita por Ana Maria Moretszohn, na TV Bandeirantes. No ano 2000, na Globo: foi Leonel Olinto da minissérie A Muralha. Também em 2000 fez uma participação especial na série Brava Gente. Em 2001 fez participação especial no papel do personagem Taveira na minissérie Os Maias. Em Galera (2004), série sobre os estudantes de uma mesma classe de uma escola pública, com roteiro de Beto Moraes e Carlos Nascimbeni, exibida na TV Cultura interpretou o diretor Paulo. Na série Amazônia, de Galvez a Chico Mendes (2007) participou da terceira fase interpretando Wilson Pereira. Em A Favorita (2008) viveu o personagem Elias, o prefeito da fictícia cidade de Triunfo e marido traído. Em Força Tarefa (2009) fez uma participação especial com o personagem Vital. Em 2010, na novela Tempos Modernos foi Ramón Piñon. No ano de 2011 foi o personagem Lourenço Luis Macedo na novela A Vida da Gente. Em 2014 foi Bento de Castro na novela Em Família. No mesmo ano foi Bento Amaral O Tempo e o Vento, filme de 2013 foi transmitido pela rede Globo em três capítulos. Em Sete Vidas (2015) foi Lauro Barreto. Na série policial Metrópole (2017) interpretou Dr Renan. No mesmo ano foi o Rei Eliaquim na novela O Rico e Lázaro. Foi o personagem João Pedro Rangel, o Pepê, na série O Mecanismo (2018). Faz mais uma série em 2019, Carcereiros, em que interpreta o médico presidiário Aramis. Em 2020 foram iniciadas as gravações da novela Genêsis na rede rede Record, em que Leonardo foi escalado para interpretar o inescrupuloso Zeno. A estreia da novela estava prevista para abril. Porém por conta da pandemia causada pelo novo corona vírus as gravações de Genêsis foram suspensas.

## Filmografia

### Televisão
| Ano  | Título                             | Personagem                     | Notas                             | Emissora          |
| ---- | ---------------------------------- | ------------------------------ | --------------------------------- | ----------------- |
| 1995 | Telecurso 2000                     | Vários personagens             |                                   | TV Globo          |
| 1997 | Os Ossos do Barão                  | Egisto (jovem)                 | Primeira Fase                     | SBT               |
| 1998 | Meu Pé de Laranja Lima             | Demétrio                       |                                   | Rede Bandeirantes |
| 2000 | A Muralha                          | Leonel Olinto                  |                                   | TV Globo          |
| 2000 | Brava Gente                        | Ferdinando                     | Episódio: "Um Casamento Enganoso" | TV Globo          |
| 2001 | Os Maias                           | Taveira                        | Participação especial             | TV Globo          |
| 2004 | Galera                             | Diretor Paulo                  |                                   | TV Cultura        |
| 2007 | Amazônia, de Galvez a Chico Mendes | Wilson Pinheiro                | Terceira Fase                     | TV Globo          |
| 2008 | A Favorita                         | Elias Filho                    |                                   | TV Globo          |
| 2009 | Força-Tarefa                       | Vital                          | Participação especial             | TV Globo          |
| 2010 | Tempos Modernos                    | Ramón Piñon                    |                                   | TV Globo          |
| 2011 | A Vida da Gente                    | Lourenço Luis Macedo           |                                   | TV Globo          |
| 2014 | O Tempo e o Vento                  | Bento Amaral                   |                                   | TV Globo          |
| 2014 | Em Família                         | Fernando de Castro             |                                   | TV Globo          |
| 2015 | Sete Vidas                         | Lauro Barreto                  |                                   | TV Globo          |
| 2017 | O Rico e Lázaro                    | Eliaquim, Rei de Judá          |                                   | Record            |
| 2017 | Metrópole                          | Dr. Renan                      |                                   |                   |
| 2018 | O Mecanismo                        | João Pedro Rangel (Pepê)       |                                   | Netflix           |
| 2019 | Carcereiros                        | Dr. Aramis                     |                                   | TV Globo          |
| 2021 | Gênesis                            | Zeno                           | Fase: Arca de Noé                 | Record            |
| 2022 | Reis                               | Maoque, Príncipe dos Filisteus | Fase: A Rejeição                  | Record            |
| 2023 | Todo Dia a Mesma Noite             | Geraldo                        |                                   | Netflix           |
| 2024 | A Rainha da Pérsia                 | Hamã                           |                                   | Record            |

### No cinema
| Ano  | Título                                   | Personagem                    | Notas          |
| ---- | ---------------------------------------- | ----------------------------- | -------------- |
| 2021 | A Menina que Matou os Pais               | Manfred Albert von Richthofen |                |
| 2021 | O Menino que Matou meus Pais             | Manfred Albert von Richthofen |                |
| 2019 | Kardec                                   | Kardec                        |                |
| 2019 | Onde Quer Que Você Esteja                | Valdir                        |                |
| 2018 | O Avental Rosa                           | Felipe e Fernando             |                |
| 2018 | O Paciente - O Caso Tancredo Neves       | Dr. Pinheiro Rocha            |                |
| 2017 | Polícia Federal: A Lei É para Todos      | Marcelo Odebrecht             |                |
| 2016 | Histórias de Alice                       | Lucas                         |                |
| 2016 | Mundo 42                                 | Samuel                        |                |
| 2016 | O Vendedor de Sonhos                     | Homem                         |                |
| 2015 | O Engano                                 | Diretor                       | Curta-metragem |
| 2014 | Getúlio                                  | General Caiado                |                |
| 2013 | Uma Dose Violenta de Qualquer Coisa      | Jesus                         |                |
| 2013 | Entre Nós                                | Mathias                       | Curta-metragem |
| 2012 | Nove Crônicas para um Coração aos Berros | Leopoldo                      |                |
| 2012 | O Tempo e o Vento                        | Bento Amaral                  |                |
| 2011 | Simples Mortais                          | Professor Jonas               |                |
| 2009 | Budapeste                                | José Costa                    |                |
| 2008 | Terra Vermelha                           | Moreira                       |                |
| 2008 | Feliz Natal                              | Caio                          |                |
| 2008 | Garibaldi in America                     | Teixeira Nunes                |                |
| 2008 | Fim da Linha                             | Artur                         |                |
| 2008 | Nossa Vida Não Cabe Num Opala            | Monk                          |                |
| 2007 | Corpo                                    | Artur                         |                |
| 2007 | Não por Acaso                            | Ênio                          |                |
| 2007 | 5 Frações de Uma Quase História          | Carlos                        |                |
| 2006 | A Vida ao Lado                           | Alberto                       | Curta-metragem |
| 2006 | O Cheiro do Ralo                         | Jesus Kid                     |                |
| 2005 | Quanto Vale Ou É Por Quilo?              | Conspirador                   |                |
| 2004 | Cabra-Cega                               | Thiago                        |                |
| 2004 | O Veneno da Madrugada                    | Alcaide                       |                |
| 2001 | Lavoura Arcaica                          | Pedro                         |                |
| 1993 | Alma Corsária                            | Guitarrista                   |                |
| 1988 | Um Professor Atrapalhado                 | Rodrigo Pamonha               |                |

## No teatro
- O Livro de Ítens do Paciente Estevão - 2012
- A Senhora de Dubuque - 2011 (direção)
- A Música Segunda - 2009
- Não sobre o amor - 2008
- Avenida Dropsie - 2005
- Temporada de gripe - 2003

## Prêmios e indicações
| Ano  | Associações                                  | Categoria                            | Nomeações                            | Resultado |
| ---- | -------------------------------------------- | ------------------------------------ | ------------------------------------ | --------- |
| 2000 | Prêmio Qualidade Brasil                      | Melhor Ator de Série ou Minissérie   | A Muralha                            | Venceu    |
| 2001 | Festival de Cinema de Brasília               | Melhor Ator Coadjuvante              | Lavoura Arcaica                      | Venceu    |
| 2002 | Grande Prêmio do Cinema Brasileiro           | Melhor Ator Coadjuvante              | Lavoura Arcaica                      | Indicado  |
| 2003 | Festival de Curtas do Peru                   | Melhor Ator                          | Onde Quer que Você Esteja            | Venceu    |
| 2003 | Festival de Curtas de Santos                 | Melhor Ator                          | Onde Quer que Você Esteja            | Venceu    |
| 2004 | Festival de Cinema de Brasília               | Melhor Ator                          | Cabra-cega                           | Venceu    |
| 2005 | Festival de Cinema e Vídeo de Cuiabá         | Melhor Ator                          | Cabra-cega                           | Venceu    |
| 2005 | Festival de Cinema de Belém                  | Melhor Ator                          | Cabra-cega                           | Venceu    |
| 2006 | Prêmio Contigo! de Cinema Nacional           | Melhor Ator                          | Cabra-cega                           | Indicado  |
| 2006 | Festival de Cinema de Brasília               | Melhor Ator em Curta-metragem 35mm   | A Vida ao Lado                       | Venceu    |
| 2007 | Prêmio ACIE de Cinema                        | Melhor Ator                          | O Veneno da Madrugada                | Indicado  |
| 2007 | Prêmio Contigo! de Cinema Nacional           | Melhor Ator                          | O Veneno da Madrugada                | Indicado  |
| 2007 | Cine PE - Festival do Audiovisual            | Melhor Ator em Longa-metragem        | Não por Acaso                        | Venceu    |
| 2007 | Festival de Cinema Ibero-americano de Huelva | Melhor Ator                          | Não por Acaso                        | Venceu    |
| 2008 | Prêmio Guarani de Cinema Brasileiro          | Melhor Ator                          | Não por Acaso                        | Indicado  |
| 2008 | Prêmio Contigo! de Cinema Nacional           | Melhor Ator                          | Não por Acaso                        | Indicado  |
| 2009 | Los Angeles Brazilian Film Festival          | Melhor Ator                          | Feliz Natal                          | Venceu    |
| 2009 | Prêmio Guarani de Cinema Brasileiro          | Melhor Ator                          | Feliz Natal                          | Indicado  |
| 2009 | Prêmio Contigo! de Cinema Nacional           | Melhor Ator                          | Budapeste                            | Indicado  |
| 2009 | Brazilian Film Festival of Toronto           | Melhor Ator em Longa-metragem        | Budapeste                            | Venceu    |
| 2010 | Prêmio Qualidade Brasil                      | Melhor Ator Coadjuvante em Televisão | Tempos Modernos                      | Indicado  |
| 2013 | Prêmio Shell                                 | Melhor Ator                          | O Livro de Itens do Paciente Estevão | Indicado  |